# مادام کاملیا (فیلم ۱۹۹۵)
مادام کاملیا (لهستانی: Dama kameliowa) یک فیلم تلویزیونی ملودرام تاریخی لهستانی به کارگردانی یژی آنتچاک است که در سال ۱۹۹۴ ساخته و در سال ۱۹۹۵ منتشر شد. این فیلم بر پایهٔ رمان مادام کاملیا اثرِ الکساندر دومای پسر ساخته شد.

## گزیدهٔ بازیگران
- آنا رادوان
- یان فریچ
- آنا دیمنا
- استانیسواوا تسلینسکا
- یژی کاماس
- یان اِنگلرت
- آرتور جورمان
- بئاتا شچیباکوفنا
- آگنیشکا کروکوونا
- هنریک ماخالیتسا
- زوفیا مِرل
- پیوتر زِلت
- آندژی بلومنفلد
- آندژی شنایخ
- پاوئو نوویش
- پیوتر پولک
- مارک بوکوفسکی
- دوروتا خوتتسکا
- رومن گانتسارچیک
- پیوتر شفدس